# Storie di san Bernardino

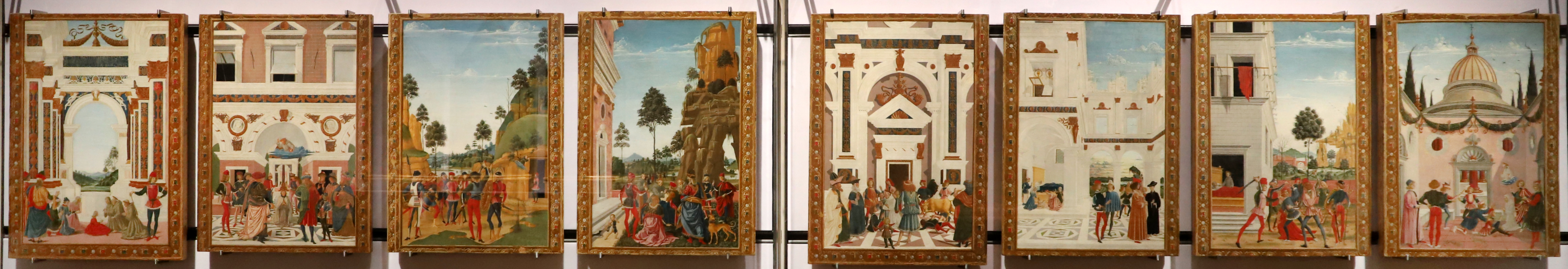
La serie completa

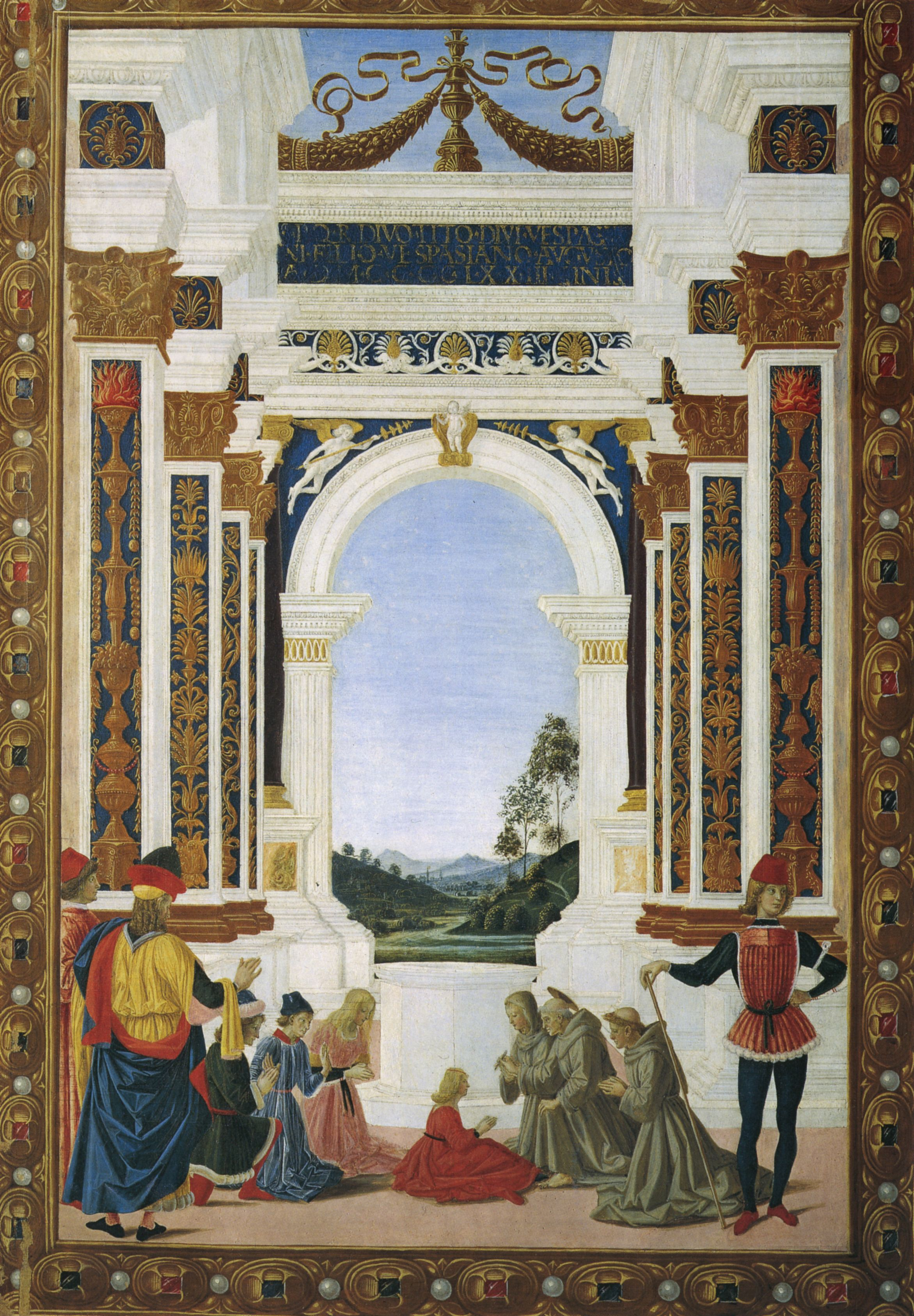
San Bernardino risana una fanciulla

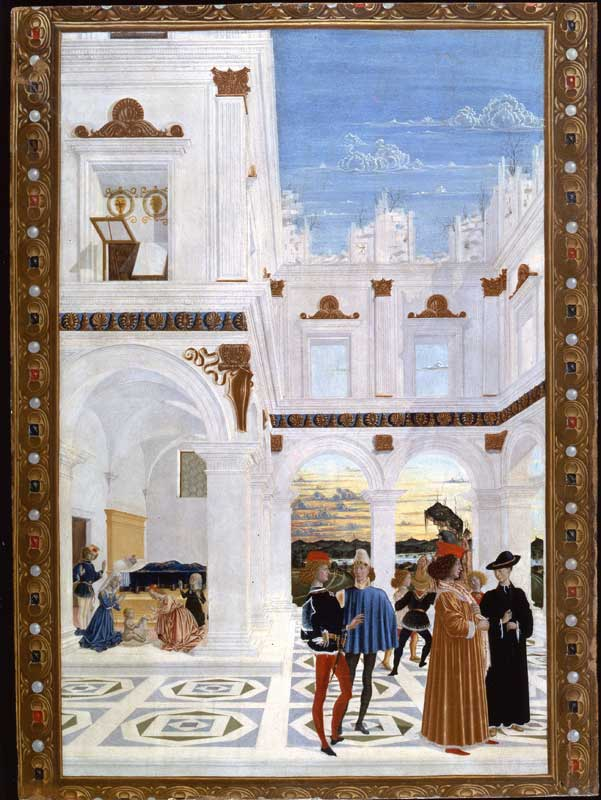
Miracolo del bambino nato morto

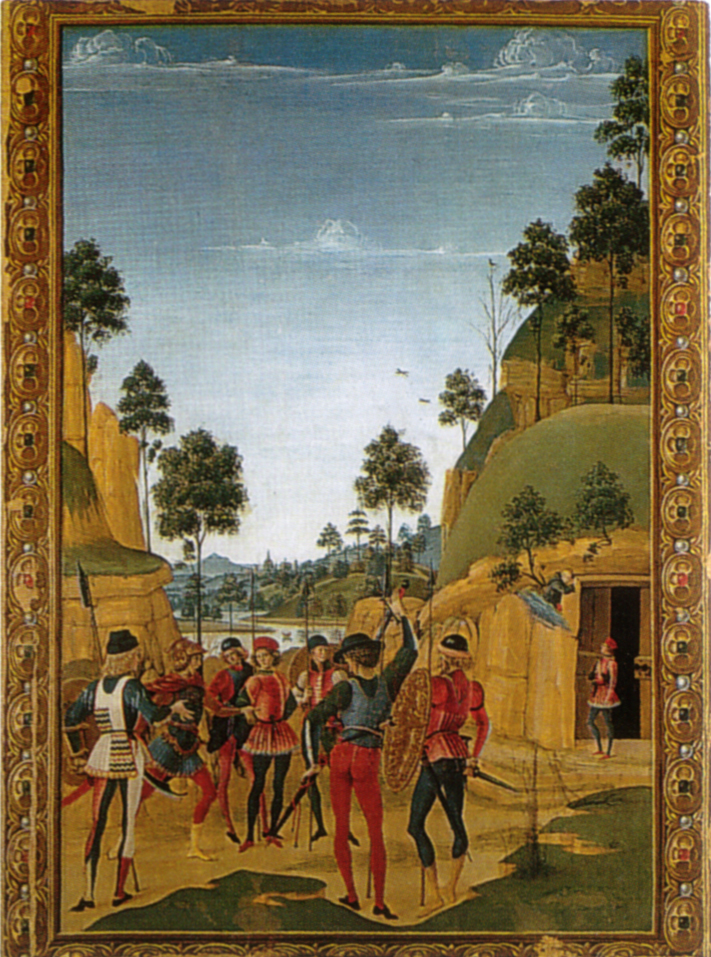
Liberazione di un prigioniero

Le Storie di san Bernardino sono un ciclo di otto tavolette dipinte a tempera, datate 1473 e conservate oggi nella Galleria nazionale dell'Umbria a Perugia. Riferite prudentemente a un "Maestro" o "Bottega del 1473", vi parteciparono alcuni dei migliori pittori umbri dell'epoca, come Perugino, Pinturicchio, Piermatteo d'Amelia e forse Sante di Apollonio del Celandro.

## Storia
Nel 1473 i Francescani di Perugia commissionarono la decorazione di due ante che coprivano una nicchia con la statua del santo nell'oratorio di San Bernardino. All'epoca l'ordine era impegnato nella diffusione del messaggio religioso e politico del santo senese, recentemente canonizzato nel 1450, e la serie doveva raffigurarne i miracoli.
All'impresa parteciparono almeno cinque mani, tra cui sono stati fatti anche nomi di pittori molto prestigiosi, che però si attennero a un medesimo stile, il cui progetto viene in genere attribuito al Perugino, allora molto giovane e solo da un anno diventato maestro a tutti gli effetti con l'iscrizione alla compagnia di San Luca a Firenze (1472).
La serie venne smantellata in epoca imprecisata e venne rinvenuta nella sagrestia della chiesa di San Francesco al Prato a Perugia. L'aspetto e collocazione originaria delle serie è ancora oggi oggetto di diatribe tra gli studiosi.

## Descrizione
Le otto tavolette dovevano essere organizzate in due sportelli, coronati da un "celetto"  col monogramma di Cristo. All'interno della nicchia era conservato un gonfalone con l'effigie del santo, dipinto da Benedetto Bonfigli nel 1465. La serie si divideva in miracoli operati per intercessione del santo quando era in vita e post mortem. 
Le scene sono: 
- San Bernardino risana da un'ulcera la figlia di Giovanni Petrazio da Rieti (Perugino)
- San Bernardino restituisce, post mortem, la vista a un cieco (Perugino e Pinturicchio)
- San Bernardino appare post mortem e libera un prigioniero (Pinturicchio)
- San Bernardino sulla via di Verona resuscita un uomo trovato sotto un albero (Pinturicchio)
- San Bernardino guarisce Nicola di Lorenzo da Prato, travolto da un toro
- Miracolo del bambino nato morto (scuola del Perugino)
- San Bernardino appare di notte a Giovan Antonio Tornaro, ferito in un agguato, e lo risana
- San Bernardino appare post mortem e risana Giovanni Antonio da Parma ferito con una pala

## Stile
Innegabile è l'influenza di Piero della Francesca, allora attivo a Urbino, nelle ariose architetture degli sfondi. Le figure sono piccole e occupano la fascia inferiore, mentre vera protagonista della scena è la fastosa architettura, che prevale sulle figure scandendo solennemente lo spazio in maniera regolare.
La luce è chiara e nitida, i colori tenui, le ombre schiarite, sul modello di Piero, mentre la purezza architettonica rivela una meditazione sulla scuola urbinate. L'autore delle architetture è incertamente identificato nel Perugino stesso o nel generico Maestro del 1473, mentre le figure sono opera di diversi pittori, tra cui vi fu sicuramente il Perugino (San Bernardino risana una fanciulla) e forse Piermatteo d'Amelia. Al Pinturicchio sono invece attribuiti la Guarigione del cieco, San Bernardino richiama alla vita un uomo trovato morto sotto un albero e la Liberazione del prigioniero, per l'elegante atteggiarsi delle figure nei panneggi spigolosi.
Le decorazioni policrome che rivestono le partiture architettoniche e le acutezze goticheggianti di alcune figure sono legate all'eredità locale.

## Altre immagini

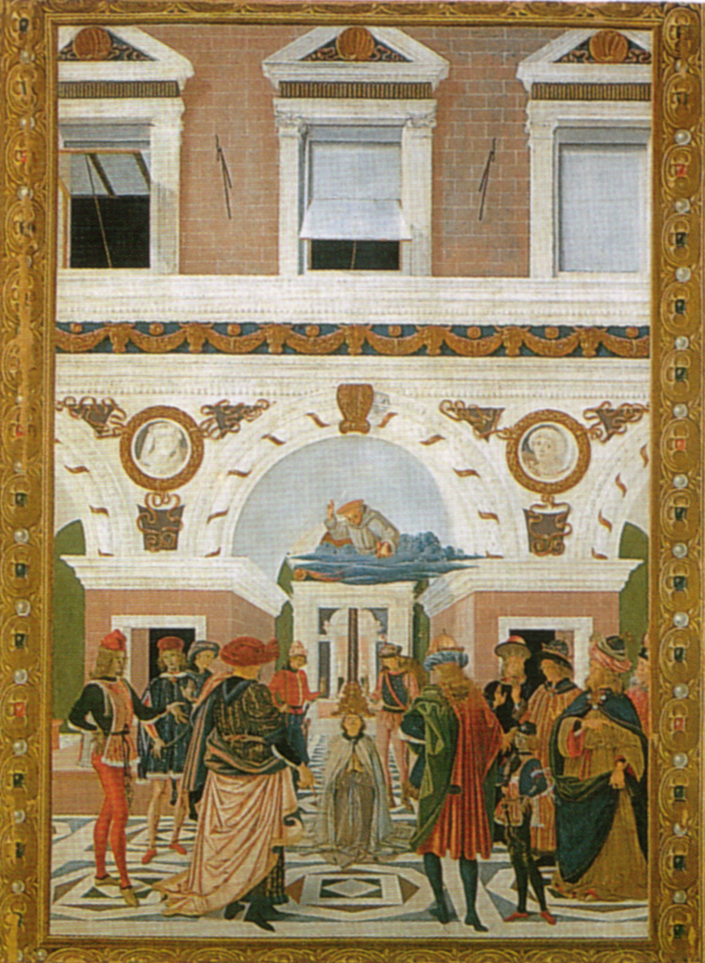
Guarigione del cieco
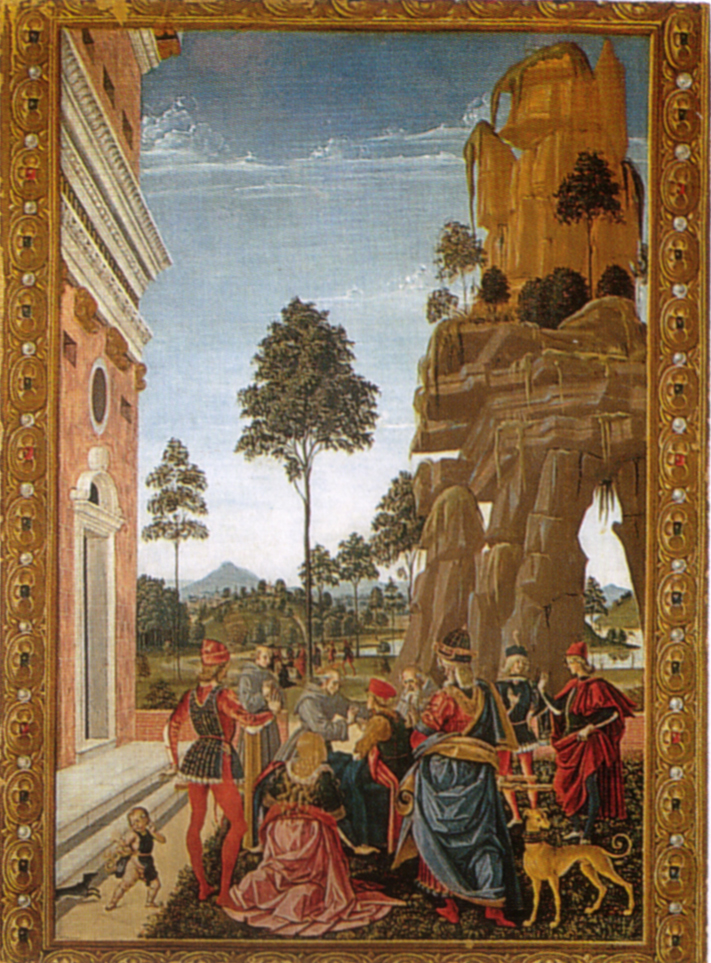
San Bernardino richiama alla vita un uomo morto trovato sotto un albero
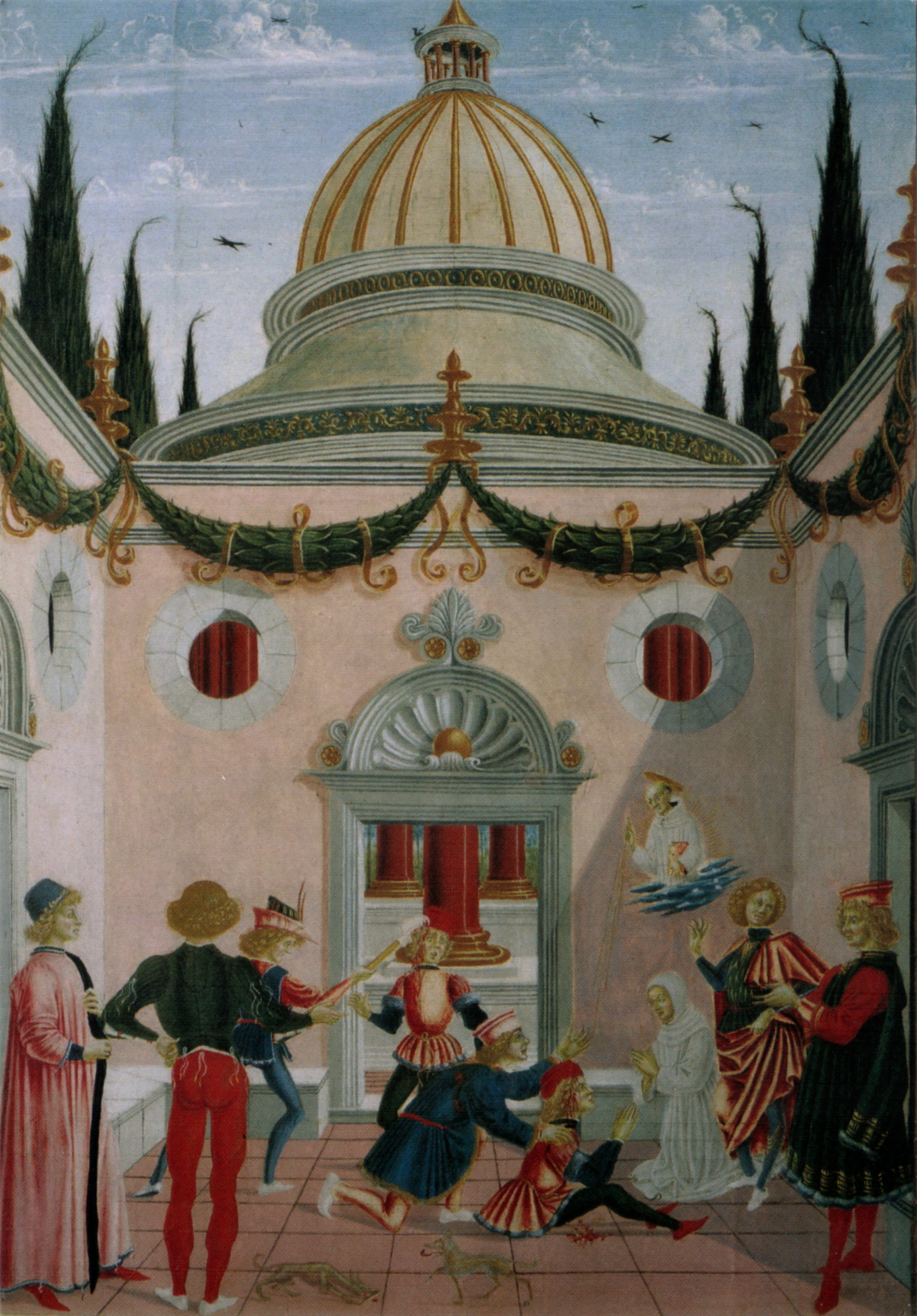
San Bernardino risana Giovanni Antonio da Parma ferito con una pala
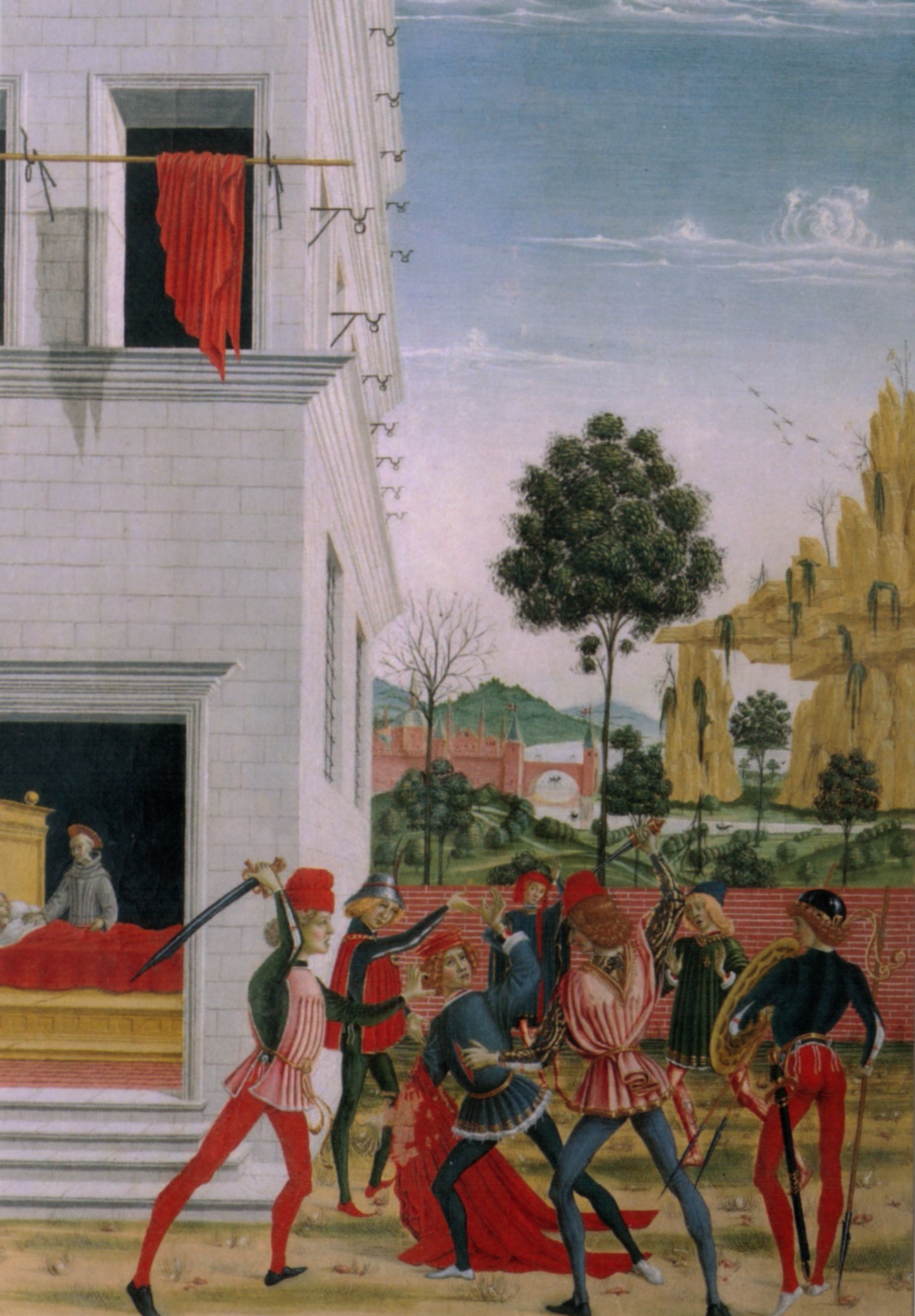
San Bernardino appare di notte a Giovan Antonio Tornaro, ferito in un agguato, e lo risana
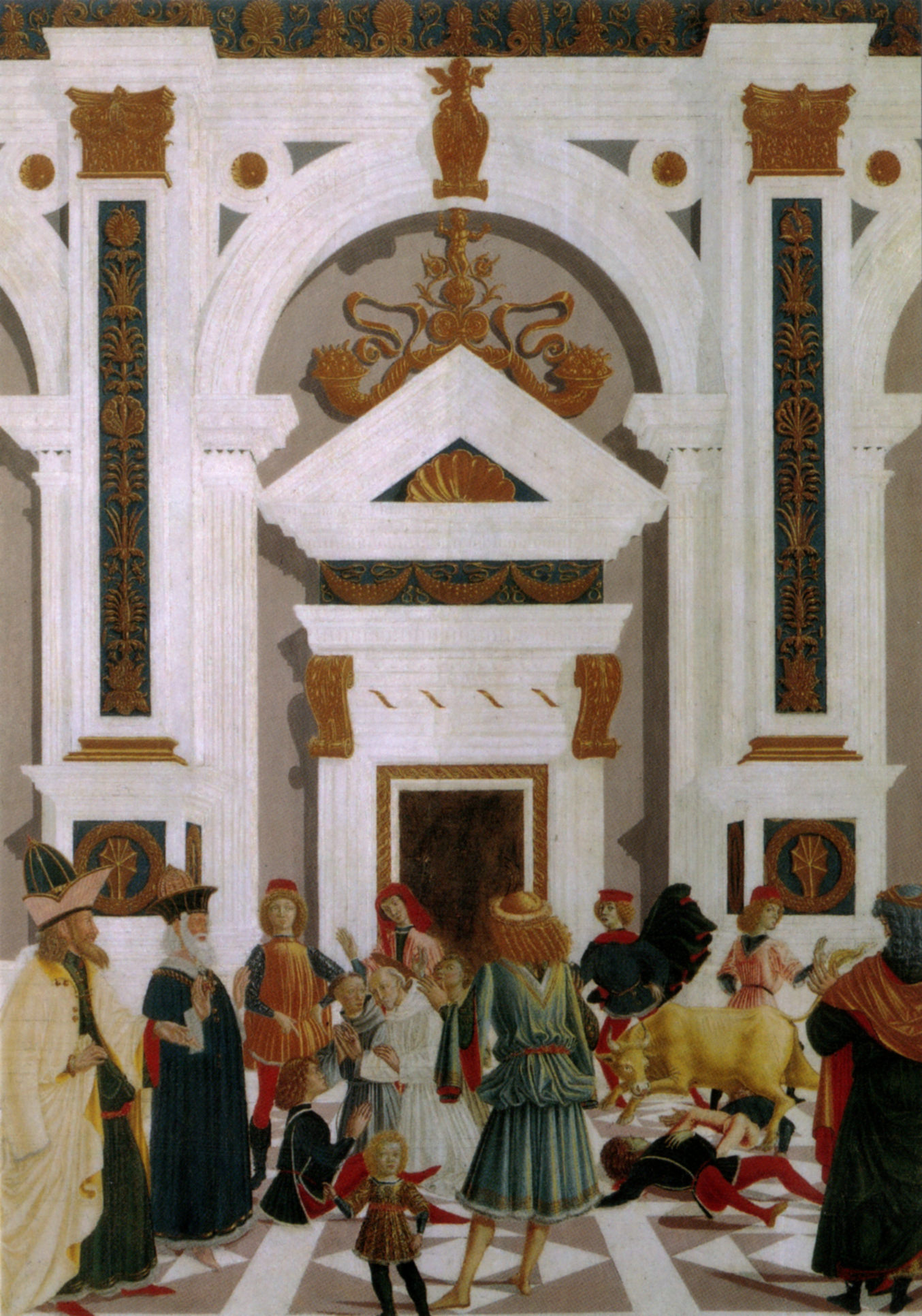
San Bernardino guarisce Nicola di Lorenzo da Prato, travolto da un toro